# 劉文哲 (少將)
劉文哲，男丶中國大陸政治人物丶軍事人物丶中共黨員
曾先後仼職蘭州軍區丶西部戰區的高層，劉氏是于2015年7月，被授予中國人民解放軍少將軍階的中共將領

1. ↑  
官方披露刘文哲少将任西部战区陆军后勤部部长
2. ↑  官方披露刘文哲少将任西部战区陆军后勤部部长